# إلياس سوني
إلياس سوني (2 أغسطس 1986 في بنغلاديش - ) (بالبنغالية: ইলিয়াস সানি)‏ هو لاعب كريكت بنغلاديشي. شارك مع منتخب بنغلادش الوطني للكريكت. أما مع النوادي، فقد لعب مع Rangpur Riders ‏ وBarisal Bulls ‏ وChittagong Division cricket team ‏ وDhaka Division cricket team ‏ وDhaka Metropolis cricket team ‏ وKhulna Division cricket team ‏.

## وصلات خارجية
- إلياس سوني على موقع إي آس بي آن كريك إنفو (الإنجليزية)